# Wa-Do-Dem
Wa-Do-Dem är den jamaicanska reggaeartisten Eek-a-Mouses andra studioalbum. På albumet återfinns bland annat sångarens kanske mest välkända låt - "Ganja Smuggling". 

## Låtlista
Alla låtar är skrivna och komponerade av Eek-A-Mouse, om inget annat nämns. 
| Nr           | Titel                                                   | Längd |
| ------------ | ------------------------------------------------------- | ----- |
| 1.           | Wa-Do-Dem (skriven tillsammans med Henry "Junjo" Lawes) | 3:55  |
| 2.           | Ganja Smuggling                                         | 3:48  |
| 3.           | Operation Eradication                                   | 3:15  |
| 4.           | Noah's Ark                                              | 3:24  |
| 5.           | Long Time Ago                                           | 3:25  |
| 6.           | There's a Girl in My Life                               | 3:26  |
| 7.           | Georgie Porgie                                          | 3:17  |
| 8.           | Lonesome Journey                                        | 2:43  |
| 9.           | One Hot Summer                                          | 3:23  |
| 10.          | I Will Never My Love                                    | 3:23  |
| 11.          | War Don't Pay                                           | 3:42  |
| 12.          | Slowly But Surely                                       | 3:22  |
| 13.          | Too Young to Understand                                 | 3:29  |
| Total längd: | Total längd:                                            | 44:32 |

## Personal
- Barnabas Stanley Brian - Mixning
- King Tubby - Mixning
- Eek-A-Mouse - Artist och kompositör
- Henry "Junjo" Lawes - Kompositör och producent
- Tony McDermott - Design
- Prince Jammy - Mixning
- Roots Radics - Band